# Lorenz Wegscheider
Lorenz Wegscheider (* 28. Januar 1964) ist ein ehemaliger deutscher Skispringer.
Wegscheider startete am 30. Dezember 1980 erstmals beim Auftaktspringen zur Vierschanzentournee 1980/81 im Skisprung-Weltcup. Dabei blieb er jedoch – wie auch in den folgenden fünf Jahren – erfolglos. Am 23. Februar 1985 startete er beim Skifliegen in Harrachov erstmals außerhalb der Tournee und erreichte mit Platz 13 insgesamt drei Weltcup-Punkte. Mit diesen Punkten belegte er am Ende der Saison 1984/85 den 66. Platz. In der folgenden Saison blieb er weiterhin erfolglos bei der Vierschanzentournee und konnte erst am 7. Dezember 1986 in Thunder Bay erneut den 13. Platz erreichen. 1987 und 1988 wurde er mit dem Team Bayern I Deutscher Meister von der Normalschanze. 1987 gewann er zudem die Bronzemedaille im Einzelspringen von der 90-m-Schanze hinter Dieter Thoma und Rolf Schilli. Nach der Vierschanzentournee 1989/90, die er auf dem 89. Platz in der Tournee-Gesamtwertung beendete, beendete er seine aktive Skisprungkarriere. 